# マルクス・ポピッリウス・ラエナス (紀元前316年の執政官)
マルクス・ポピッリウス・ラエナス（ラテン語: Marcus Popillius Laenass、生没年不詳）は紀元前4世紀の共和政ローマの政治家・軍人。紀元前316年に執政官（コンスル）を務めた。

## 出自
プレブス（平民）であるポピッリウス氏族の出身。父も祖父もプラエノーメン（第一名、個人名）はマルクスである。父のマルクスは紀元前359年の執政官マルクス・ポピッリウス・ラエナスと思われる。

## 経歴
ラエナスは紀元前316年に執政官に就任。同僚執政官はパトリキ（貴族）のスプリウス・ナウティウス・ルティルスであった。この年、サムニウムとの戦争のために独裁官（ディクタトル）ルキウス・アエミリウス・マメルキヌス・プリウェルナスが任命された。このため、両執政官は戦場には赴かず、ローマに留まった。

## 参考資料
- ティトゥス・リウィウス『ローマ建国史』